# Ophthalmis niveata
Ophthalmis niveata är en fjärilsart som beskrevs av Jordan 1912. Ophthalmis niveata ingår i släktet Ophthalmis och familjen nattflyn. Inga underarter finns listade i Catalogue of Life.